# 염포산터널
염포산터널(鹽浦山터널)은 울산광역시 동구 염포동과 동구 전하동을 통과하는 길이 780m의 터널이다. 울산대교 접속 구간에 위치한 3개소의 터널로 구성되며, 2015년 6월 1일부로 개통되었다.

## 연혁
- 2015년 6월 1일 : 완공[1]
- 2015년 6월 1일 : 자동차 전용도로로 지정[2]
- 2015년 6월 10일 : 통행 요금 고시[3]

## 통행료
2015년 6월 1일 기준이다. 2015년 6월 1일부터 6월 10일까지 한시적으로 무료통행을 실시했으나 현재는 다시 무료화를 촉구하고 있다.
| 구분 | 통행료      | 해당 차량                                         |
| ---- | ----------- | ------------------------------------------------- |
| 경차 | 700 ~ 800원 | - 배기량 1,000cc미만의 자동차                     |
| 소형 | 500원       | - 승용차 - 16인승 이하 승합차 - 2.5톤 미만 화물차 |
| 중형 | 800원       | - 17인승 이상 버스 - 2.5톤 이상 10톤 미만 화물차  |
| 대형 | 1,000원     | - 10톤 이상 대형트럭                              |

## 자동차 전용도로
이 터널은 개통과 동시에 자동차 전용도로로 지정되어서 자전거, 보행자 등의 통행이 금지되어 있다. 이륜자동차(모터사이클 혹은 오토바이)의 경우 긴급자동차(싸이카 및 소방용 모터사이클 등)에 한해 통행이 가능하며 그 밖의 이륜자동차, 초소형전기자동차는 통행을 금지하고 있다.

## 같이 보기
- 울산대교